# Ziehklingehøvl
Ziehklingehøvl, en slags finerhøvl, hvori er anbragt en 70-80 mm bred ziehklinge. Jernets vinkel mod sålen er spids (ca 120°) og kan justeres, muligvis så meget som ml 80-120°. Med et tandjern isat bliver det til en tandhøvl.
Så vidt vides er det samme høvl, der er blevet anvendt til afpudsning af parketgulve og lignende, men efter fremkomsten af de praktiske håndpudsemaskiner har denne mistet sin betydning. 

## Ekstern henvisning
- http://www.baskholm.dk/haandbog/haandbog.html Arkiveret 16. september 2008 hos  Wayback Machine